# Erythrolamprus williamsi
Erythrolamprus williamsi är en ormart som beskrevs av Roze 1958. Erythrolamprus williamsi ingår i släktet Erythrolamprus och familjen snokar. Inga underarter finns listade i Catalogue of Life.
Denna orm förekommer i norra Venezuela. Arten lever i bergstrakter mellan 1400 och 2000 meter över havet. Habitatet utgörs av molnskogar. Individerna gräver i lövskiktet. De har grodor och ödlor som föda. Honor lägger ägg.
.
Beståndet hotas av skogarnas omvandling till jordbruksmark och av bränder. I regionen inrättades Guaraira Repano nationalparken. IUCN kategoriserar arten globalt som nära hotad.